# Matthias Lück
Matthias Lück (* 25. April 1980) ist ein ehemaliger deutscher Basketballspieler.

## Biografie
Lück verließ seinen Jugendverein VfL Hameln in der Sommerpause 1998 und wechselte zur SG Braunschweig in die Basketball-Bundesliga. Zwischen 1998 und 2002 bestritt er für die Niedersachsen insgesamt 16 Begegnungen in der Bundesliga. Ab 2002 war der 1,97 Meter große Flügelspieler Mitglied der Zweitliga-Mannschaft Paderborn Baskets. Für die Ostwestfalen spielte Lück bis 2004. Als Trainer wurde er in der Jugendabteilung des VfL Hameln tätig.